# ألفارو سانشيز
ألفارو سانشيز (بالإسبانية: Álvaro Sánchez)‏ (2 أغسطس 1984 في كوستاريكا - ) هو مدرب كرة قدم ولاعب كرة قدم كوستاريكي في مركز الوسط. شارك مع منتخب كوستاريكا لكرة القدم. أما مع النوادي، فقد لعب مع نادي دالاس وC.S. Uruguay de Coronado ‏ ونادي ألاجولينسي ونادي سان كارلوس.

## وصلات خارجية
- ألفارو سانشيز على موقع الدوري الأمريكي (الإنجليزية)
- ألفارو سانشيز على موقع قاعدة بيانات كرة القدم.إي يو (الإنجليزية)
- ألفارو سانشيز على موقع ناشيونال فوتبول تيمز (الإنجليزية)
- ألفارو سانشيز على موقع Soccerway.com (الإنجليزية)
- ألفارو سانشيز على موقع عالم كرة القدم.نت (الإنجليزية)